# アザー・ウィンザー (第2代プリマス伯爵)
第2代プリマス伯爵アザー・ウィンザー（英語: Other Windsor, 2nd Earl of Plymouth、1679年8月27日 – 1727年12月26日）は、イギリスの貴族。

## 生涯
ウィンザー卿アザー・ウィンザーとエリザベス・ターヴィー（Elizabeth Turvey、トマス・ターヴィーの娘）の息子として、1679年8月27日に生まれた。父が1684年11月11日に死去した後、祖父にあたる初代プリマス伯爵トマス・ヒックマン＝ウィンザーが1687年11月3日に死去すると、プリマス伯爵の爵位を継承した。
1710年11月26日にウスターシャー首席治安判事に任命され、1715年まで務めた。1713年から1714年までチェシャー統監やデンビーシャー統監、フリントシャー統監を務めた。
1727年12月26日に死去、息子アザーが爵位を継承した。

## 家族
エリザベス・ホイットリー（Elizabeth Whitley、1711年6月10日に死去、トマス・ホイットリーの娘）と結婚、2男をもうけた。
- アザー（1707年 – 1732年） - 第3代プリマス伯爵
- 男子 - 子供なし